# انعام‌جان عثمان‌خواجه‌یف
انعام‌جان عثمان‌خواجه‌یف (انگلیسی: Inomjon Usmonxoʻjayev; زاده ۲۱ مهٔ ۱۹۳۰ – درگذشته ۱۷ مارس ۲۰۱۷) سیاست‌مدار اهل اتحاد جماهیر شوروی سوسیالیستی بود.
انعام‌جان عثمان‌خواجه‌یف در ۱۷ مارس ۲۰۱۷، در سن ۸۶ سالگی درگذشت.
وی همچنین برندهٔ جوایزی همچون نشان لنین، نشان پرچم سرخ کار، و نشان انقلاب اکتبر شده‌است.